# Anchiszombatya porrectifrons
Anchiszombatya porrectifrons is een keversoort uit de familie kniptorren (Elateridae). De wetenschappelijke naam van de soort is voor het eerst geldig gepubliceerd in 1990 door Hayek.